# Ptolemajsko kraljestvo
Ptolemajsko kraljestvo (/ ˌtɒlɪmeɪɪk /; starogrško Πτολεμαϊκὴ βασιλεία, Ptolemaïkḕ basileía ) je bilo v Egiptu v helenističnem obdobju. Upravljala jo je Ptolemajska dinastija, ki se je začela z nastopom Ptolemaja I. Soterja po smrti Aleksandra Velikega leta 323 pr. n. št. in se končala s smrtjo Kleopatre VII. in rimskim osvajanjem leta 30. pr. n. št.
Ptolemajsko kraljestvo je leta 305 pr. n. št. ustanovil Ptolemaj I. Soter, ki se je razglasil za egiptovskega faraona in ustvaril močno helenistično dinastijo, ki je vladala na območju, ki se je raztezalo od južne Sirije do Kirene in južno do Nubije. Znanstveniki tudi trdijo, da je bilo kraljestvo ustanovljeno leta 304 pr. n. št. Zaradi različne uporabe koledarjev: Ptolemaj se je okronal leta 304 pr. n. št. po starem egipčanskem koledarju , leta 305 pr. n. št. po starodavnem makedonskem koledarju; leto 305/4 se je štelo za prvo leto Ptolemajskega kraljestva v demotičnih papirusih . Aleksandrija je postala glavno mesto in glavno središče grške kulture in trgovine. Da bi jih priznali domači prebivalci Egipta, so se imenovali za naslednike faraonov. Kasnejši Ptolemaji so se po egiptovskih običajih poročili s svojimi brati ali sestrami, in se prikazovali na javnih spomenikih v egiptovskem slogu in obleki ter sodelovali v egiptovskem verskem življenju. Ptolemaji so sodelovali v tujih in državljanskih vojnah, ki so pripeljale do propada kraljestva in njegove dokončne pripojitve Rimu. Helenistična kultura je v Egiptu še naprej uspevala v rimskem in bizantinskem obdobju do muslimanskega osvajanja.

## Zgodovina
Času ptolemajskega vladanja v Egiptu je eno izmed najbolje dokumentiranih časovnih obdobij helenistične dobe. V Egiptu so odkrili bogastvo papirusov, napisanih v grščini in egipčanščini .

### Ozadje
Leta 332 pr. n. št. je Aleksander Veliki, makedonski kralj, napadel ahemenidsko satrapijo Egipt . Obiskal je Memfis in odšel do Amonovega preročišča v oazi Siva. Orakelj ga je razglasil za Amonovega sina. Pri Egipčanih je dosegel spoštovanje, ki ga je pokazal za njihovo religijo, vendar je imenoval Makedonce na skoraj vseh višjih mestih v državi in ustanovil novo grško mesto Aleksandrijo, ki je bila nova prestolnica. Bogastvo Egipta je zdaj lahko izkoristil za zasedbo preostalega perzijskega cesarstva. Zgodaj leta 331 pr. n. št. je bil pripravljen na odhod in vodil svoje sile v Fenicijo. Zapustil je Kleomena za vladajočega nomarha, ki je v njegovi odsotnosti nadziral Egipt. Aleksander se nikoli ni vrnil v Egipt.

## Ustanovitev
Po Aleksandrovi smrti v Babilonu leta 323 pr. n. št., [8] je med njegovimi generali izbruhnila kriza. Perdika je prvič vladal cesarstvu kot regent Aleksandrovega polbrata Arhideja, ki je postal Filip III. Makedonski, nato pa kot regent Filipa III. in Aleksandrovega otroka Aleksandra IV. Makedonskega, ki se je rodil po očetovi smrti. Perdika je imenoval Ptolemaja, enega najbližjih Aleksandrovih tovarišev, za satrapa Egipta. Ptolemaj je vladal Egiptu od leta 323 pr. n. št., nominalno v imenu skupnega kralja Filipa III. in Aleksandra IV. Se je pa, ko je cesarstvo Aleksandra Velikega razpadlo, Ptolemaj kmalu sam uveljavil kot vladar. Ptolemaj je uspešno ubranil Egipt pred Perdikovo invazijo leta 321 pr. n. št. in utrdil svoj položaj v Egiptu in okolici med vojnami diadohov (322-301 pr. n. št.). Leta 305 pr. n. št. je Ptolemaj prevzel naziv kralja. Kot Ptolemaj I. Soter ("Odrešenik") je ustanovil Ptolemajsko dinastijo, ki je vladala Egipt skoraj 300 let.
Vsi moški vladarji dinastije so imeli ime Ptolemaj, medtem ko so princese in kraljice raje imele imena Kleopatra, Arsinoe in Berenice. Ker so Ptolemajski kralji sprejeli egiptovski običaj poroke s svojimi sestrami, so mnogi kralji vladali skupaj s svojimi zakonci, ki so bili tudi iz kraljevske hiše. Ta način je bil seveda incesten, zato so bili kasnejši Ptolemaji vedno bolj slaboumni. Edini ptolemajski kraljici, ki sta uradno vladali sami, sta bili Berenika III. in Berenika IV.. Kleopatra V. je sovladala, vendar z drugo žensko, Berenika IV.. Kleopatra VII. je uradno sovladala s Ptolemajem XIII. Teos Filopatorjem, Ptolemajem XIV. in Ptolemajem XV., vendar je dejansko sama vladala Egiptu.
Zgodnji Ptolemaji niso spreminjali vere ali običajev Egipčanov. Gradili so čudovite nove templje za egipčanske bogove in kmalu sprejeli tudi navzven stare faraone. V času vladavine Ptolemaja II. in III. je bilo na tisoče makedonskih veteranov nagrajenih z donacijami kmetijskih zemljišč, Makedonci pa so jih zasadili v kolonijah in garnizonih ali pa so se naselili v vaseh po vsej državi. Zgornji Egipt, najbolj oddaljen od središča oblasti, je bil manj prizadet, čeprav je Ptolemaj I. ustanovil grško kolonijo in mesto Ptolemais Hermiou. Čez stoletje se je grški vpliv razširil po državi, mešane poroke so ustvarile velik grško-egipčanski izobražen razred. Kljub temu so v ptolemajskem Egiptu Grki vedno ostali privilegirana manjšina. Živeli so po grškem pravu, prejeli grško izobrazbo, bili preizkušeni na grških dvorih in so bili državljani grških mest.

### Vzpon

#### Ptolemaj I. Soter
V prvem delu vladavine Ptolemaja I. so prevladovale vojne diadohov med različnimi nasledniki v Aleksandrovega imperija. Njegov prvi cilj je bil varno ohraniti svoj položaj v Egiptu in drugi, da bi povečal svoje področje. V nekaj letih je pridobil nadzor nad Libijo, Kelesirijo (vključno z Judejo) in Ciprom. Ko je Antigon, vladar Sirije, poskušal ponovno združiti Aleksandrov imperij, se je Ptolemaj pridružil koaliciji proti njemu. Leta 312 pr. n. št., je bil povezan s Selevkom, vladarjem Babilonije in v bitki pri Gazi premagal Demetrija, Antigonovega sina.
Leta 311 pr. n. št. je bil sklenjen mir, vendar se je vojna v 309 pr. n. št. ponovno razplamtela. Ptolemaj je zasedel Korint in druge dele Grčije, čeprav je izgubil Ciper po morski bitki pri Salamini leta 306 pr. n. št.. Antigon je nato poskušal vdreti Egipt, vendar je Ptolemaj ubranil meje. Ko je koalicija obtožila Antigona leta 302 pr. n. št., se je Ptolemaj pridružil, vendar niti on niti njegova vojska niso bili prisotni, ko je bil Antigon poražen in ubit v bitki pri Ipsu. Namesto tega je izkoristil priložnost za zavarovanje Kelesirije in Palestine, s čimer je kršil sporazum, ki ga je dal Selevku in s tem postavil prizorišče prihodnjih sirskih vojn.  Potem je Ptolemaj poskušal ostati zunaj kopenskih vojn, vendar je leta 295 pr. n. št. zavzel Ciper.
Občutek, da je bilo kraljestvo zdaj varno, je Ptolemaj vladal skupaj s kraljico Bereniko leta 285 pr. n. št.. Potem se je morda posvetil pisanju zgodovine Aleksandrovih osvajanj, ki je bila na žalost izgubljena, vendar je bila glavni vir za kasnejše delo Arriana. Ptolemaj I. je umrl leta 283 pr. n. št., v starosti 84 let. Svojemu sinu je zapustil stabilno in dobro vladano kraljestvo.

#### Ptolemaj II. Filadelf
Ptolemaj II. Filadelf, ki je nasledil svojega očeta kot kralj Egipta leta 283 pr. n. št. , je bil miren in kultiviran kralj in ni bil velik bojevnik. Ni mu bilo treba, ker je njegov oče zapustil Egipt močan in uspešen. Tri leta vojskovanja na začetku njegove vladavine (imenovano Prva sirska vojna) je zapustil Ptolemaja kot vladarja vzhodnega Sredozemlja, ki je nadziral Egejske otoke (Otoška zveza) in obalna območja Kilikije, Pamfilije, Likije in Karije. Nekatera od teh ozemelj so bila izgubljena ob koncu njegove vladavine kot posledica druge sirske vojne. V 270-ih pr. n. št. je Ptolemaj II. v vojni premagal Kraljestvo Kuš, pridobil Ptolemajem prost dostop do območja Kušitov in nadzor pomembnih območij za pridobivanje zlata južno od Egipta, znanih kot Dodekasoinos . Ptolemaj je ustanovil lovske postaje in pristanišča, kot na jug oddaljen Port Sudan, od koder je stotine moških jezdecev iskalo vojne slone. Helenistična kultura je imela v tem času pomemben vpliv na Kušane.
Ptolemajeva prva žena Arsinoe I., Lizimahova hči, je bila mati njegovih legitimnih otrok. Po njeni zavrnitvi je sledil egiptovskemu običaju in se poročil z njeno sestro Arsinoe II. in začel prakso, ki je imela resne posledice v kasnejših vladavinah. Materialno in literarno razkošje Aleksandrijskega dvora je bilo pod Ptolemajem II.. Kalimah, vodja Aleksandrijske knjižnice, Teokrit in mnogi drugi pesniki, so slavili družino Ptolemajev. Sam Ptolemaj si je želel povečati knjižnico in podpreti znanstvene raziskave. Razmišljal je, da je Aleksandrija gospodarska, umetniška in intelektualna prestolnica helenističnega sveta. Za akademije in knjižnice v Aleksandriji smo dolžni ohraniti veliko grške literarne dediščine.

#### Ptolemaj III. Everget
Ptolemaj III. Everget ("dobrodelnik") je nasledil svojega očeta leta 246 pr. n. št. Opustil je svojo predhodno politiko ohranjanja vojn drugih makedonskih naslednikov in skočil v tretjo sirsko vojno s Selevkidi v Siriji, ko so njegovo sestro kraljico Bereniko in njenega sina umorili v dinastičnem sporu. Ptolemaj je triumfalno korakal v osrčje območja Selevkidov, do Babilonije, medtem ko so njegove flote v Egejskem morju osvajale nova ozemlja severno kot Trakije.
Ta zmaga je zaznamovala zenit ptolemajske moči. Selevk II. Kalinik je ohranil svoj prestol, vendar je egiptovska flota nadzorovala večino obal Male Azije in Grčije. Po tem zmagoslavju se  Ptolemaj v vojni ni aktivno udeleževal, čeprav je podprl nasprotnike Makedonije v grški politiki. Njegova domača politika se je razlikovala od njegovega očeta, ker je bolj liberalno podprl domorodno egiptovsko religijo: med egiptovskimi spomeniki je pustil večje sledi. Njegovo vladanje označuje postopna »egiptonizacija« Ptolemajev.

### Upad

#### Ptolemaj IV. Filopator
Leta 221 pr. n. št. je umrl Ptolemaj III. in ga je nasledil njegov sin Ptolemaj IV. Filopator, šibek in pokvarjen kralj, pod katerim se je začelo nazadovanje kraljestva. Njegovo vladavino je začel umor njegove matere in vedno je bil pod vplivom kraljevih favoritov, moških in žensk, ki so kontrolirali vladanje. Kljub temu so se njegovi ministri lahko resno pripravljali na spopad z Antiohom III. Velikim iz Kelesirije in velika kraljeva egipčanska zmaga v bitki pri Rafiji je leta 217 pr. n. št. obvarovala kraljestvo. Znak domače slabosti njegove vladavine je bil upor domačinov, ki so v 20. letih odvzeli več kot polovico države. Filopator je bil podvržen orgijskim religijam in književnosti. Svojo sestro Arsinoë je poročil, vendar je vladala njegova ljubica Agatokleja.

#### Ptolemaj V. Epifan in Ptolemaj VI. Filometor
Ptolemaj V. Epifan, sin Filopatorja in Arsinoë, je bil otrok, ko je prišel na prestol in kraljestvo je vodila vrsta regentov. Antioh III. iz Selevkidskega cesarstva in Filip V. Makedonski sta sklenila pakt za izkoriščanje ptolemajskih posesti. Filip je zasegel več otokov in krajev v Kariji in Trakiji, medtem ko je bitka pri Paniumu leta 200 pr. n. št. prenesla Kelesirijo pod kontrolo Selevkidov. Po tem porazu je Egipt vzpostavil zavezništvo z rastočo močjo v Sredozemlju, z Rimom. Ko je postal odrasel, je Epifan, pred svojo zgodnjo smrtjo leta 180 pr. n. št., postal tiran. Nasledil ga je njegov sin Ptolemaj VI. Filometor.
Leta 170 pr. n. št. je Antioh IV. Epifan napadel Egipt in odstavil Filometorja. V nekaterih različicah Svetega pisma, knjiga I Makabejcev 1: 16-19, se prevod glasi kot:
Sedaj, ko je bilo kraljestvo ustanovljeno pred Antiohom, je mislil, da bo vladal nad Egiptom, da bi imel oblast dveh področij. Zato je vstopil v Egipt z veliko množico, z vozovi in sloni ter konjeniki in veliko mornarico in se je boril proti Ptolomaju, egiptovskemu kralju, vendar se ga je Ptolemaj prestrašil in pobegnil; in mnogi so bili ranjeni do smrti. Tako so dobili močna mesta v egiptovski deželi in jih zavzel.
Filometorjev mlajši brat (kasnejši Ptolemaj VIII. Evrget II) je bil nameščen kot lutkovni kralj. Ko se je Antioh umaknil, so se bratje strinjali, da bodo vladali skupaj s svojo sestro Kleopatro II. Kmalu so se skregali in prepiri med dvema bratoma so omogočili Rimu, da se je vmešaval in vztrajno povečeval svoj vpliv v Egiptu. Na koncu je Filometor ponovno prevzel prestol. Leta 145 pr. n. št. je bil ubit v Antiohijski bitki.

### Pozni Ptolemajci
Filometorja je nasledil še en otrok, njegov sin Ptolemaj VII. Neo Filopator. Toda Everget se je kmalu vrnil, ubil svojega mladega nečaka, prevzel prestol in se kot Ptolemaj VIII. kmalu izkazal za krutega tirana. Po njegovi smrti leta 116 pr. n. št. je zapustil kraljestvo ženi Kleopatri III. in njenemu sinu Ptolemaju IX. Filometor Soter II. Mladega kralja je izrinila njegova mati leta 107 pr. n. št., ki je vladala skupaj z Evergetovim najmlajšim sinom Ptolemajem X. Aleksandrom I.. Leta 88 pr. n. št. se je Ptolemaj IX. spet vrnil na prestol in ga obdržal do svoje smrti leta 80 pr. n. št. Nasledil ga je Ptolemaj XI. Aleksander II., sin Ptolemaja X. Linčali so ga po tem ko je ubil svojo mačeho, ki je bila tudi njegova sestrična, teta in žena. Ti gnusni dinastični prepiri so Egipt tako oslabili, da je država postala de facto protektorat Rima, ki je do zdaj priključil že večino grškega sveta.
Ptolemaja XI. je nasledil sin Ptolemaja IX., Ptolemaj XII. Neo Dioniz, z vzdevkom Aulet, flavtist. Od sedaj je bil Rim arbiter egipčanskih zadev in priključil tako Libijo kot Ciper. Auleta je leta 58 pr. n. št. izgnala aleksandrijska mafija, vendar so ga Rimljani vrnili na oblast tri leta kasneje. Umrl je leta 51. pr. n. št.. Kraljestvo je zapustil svojemu desetletnemu sinu Ptolemaju XIII. Teo Filopatorju, ki je vladal skupaj s svojo 17-letno sestro in ženo Kleopatro VII.

### Zadnja leta imperija

#### Kleopatra VII
Kleopatra VII. je zavzela egiptovski prestol osem let po smrti svojega očeta Ptolemaja XII. Neo Dioniza. Bila je kraljica »filopator« in faraonka z različnimi moškimi so-regenti med letoma 51 do 30 pr. n. št., ko je umrla v starosti 39 let.
Padec moči Ptolemajev je sovpadel z vzponom rimskega cesarstva. Potem ko so imeli malo izbire in so bili priča padcu makedonskih in selevkidskih mest, so se Ptolemaji odločili, da se pridružijo Rimljanom, pakt, ki je trajal več kot 150 let. Med vladanjem kasnejših Ptolemajev je Rim pridobil več moči nad Egiptom in je bil sčasoma razglašen za varuha Ptolemajske dinastije. Kleopatrin oče, Ptolemaj XII., je plačal ogromno egipčanskega bogastva in sredstev kot poklon Rimljanom, da bi zavaroval svoj prestol. Po njegovi smrti sta Kleopatra in njen mlajši brat nasledila prestol, vendar je njuno razmerje kmalu propadlo. Kleopatri so svetovalci Ptolemaja XIII. odvzeli avtoriteto in naziv. Pobegnila v izgnanstvo in poskušala zbrati vojsko, da bi povrnila prestol.
Julij Cezar je leta 48. pr. n. št. zapustil Rim in šel v Aleksandrijo, da bi prekinil grozljivo državljansko vojno v Egiptu, ki je ogrožala tudi Rim in škodovala trgovini, saj je bil Egipt eden največjih dobaviteljev zrnja in drugega dragocenega blaga. Med bivanjem v palači v Aleksandriji je sprejel 22-letno Kleopatro, ki so jo domnevno prinesli skrivnostno, zavito v preprogo. Računala je, da bi Cezarjeva podpora odtujila Ptolemaja XIII. S prihodom rimske ojačitve in po bitki za Aleksandrijo je bil Ptolemaj XIII. poražen v bitki pri Nilu. Kasneje se je utopil v reki, čeprav so okoliščine njegove smrti nejasne.
Poleti 47 let pr. n. št. se je po tem, ko se je poročila s svojim mlajšim bratom Ptolemajem XIV., Kleopatra začela s Cezarjem dvomesečno potovanje po Nilu. Skupaj sta obiskala Dendaro, kjer so Kleopatro častili kot faraonko, čast, ki je presegla Cezarjev doseg. Postala sta ljubimca in ona mu je rodil sina, Cesariona. Leta 45 pr. n. št. sta Kleopatra in Cesarion zapustila Aleksandrijo in potovala v Rim, kjer sta ostala v palači, ki jo je Cezar zgradil v njeno čast.
Leta 44 pr. n. št. so Cezarja v Rimu umorili senatorji. Njegova smrt je Rim razdelila med podpornike Marka Antonija in Oktavijana. Ko je Mark Antonij očitno prevladal, ga je Kleopatra podprla in kmalu zatem sta tudi onadva postala ljubimca in se sčasoma poročila v Egiptu (čeprav njihova poroka ni bila nikoli priznana po rimskem pravu, saj je bil Antonij poročen z rimsko ženo). Njuna zveza je ustvarila tri otroke; dvojčka Kleopatra Selena in Aleksander Helios ter še sina Ptolemaja Filadelfa.
Povezava Marka Antonija s Kleopatro je še bolj vznemirila Rim. Rimljani so jo obtožili čarovništva, ki ji zapeljala Antonija, da bi osvojila Rim. Jeseni 34 pr. n. št. so sledile grožnje glede donacij Aleksandriji, v kateri so Tarsus, Kirena, Kreta, Ciper in Izrael izrazili podporo Antonijevim otrokom kot naslednikom monarhije. Antonij je v primeru njegove smrti izrazil željo, da bi ga pokopali v Aleksandriji, namesto da bi ga odpeljali v Rim, kjer je Oktavijan rovaril proti njemu.
Oktavijan je hitro razglasil vojno proti Antoniju in Kleopatri, medtem ko javno mnenje ni bilo na strani Antonija. Pomorske sile so se srečale na Akciju, kjer so sile Marka Vipsaniusa Agrippe premagale mornarico Kleopatre in Antonija. Oktavijan je leto dni čakal, da je Egipt razglasil za rimsko provinco. Prišel je v Aleksandrijo in zlahka premagal preostale sile Marka Antonija izven mesta. Antonij je padel v roke Oktavijana, ko je padel na svoj meč. Vendar je na kratko še živel in bil odpeljan h Kleopatri, ki ga je v svojem mavzoleju zabarikadirala, kjer je kmalu zatem umrl.
Kleopatra je 12. avgusta leta 30. pr. n. št. naredila samomor, in bila odpeljana v Rim kot Oktavijanovo zmagoslavje. Legenda in številni starodavni viri trdijo, da je umrla zaradi strupenega ugriza kobre, čeprav drugi navajajo, da je uporabila strup ali je Oktavijan sam naročil nejno smrt.
Cesarion, sin Julija Cezarja, je nominalno nasledil Kleopatro do njegovega zajetja in domnevne usmrtitve v tednih po smrti svoje matere. Otroke Kleopatre in Antonija je Oktavijan prihranil in jih dal svoji sestri (in Antonijevi rimski ženi) Oktavii Minor, ki jih je vzgajala v svojem gospodinjstvu. Hčerko Kleopatro Seleno so poročili v mavretansko kraljevo hišo. Ptolemajska dinastija se je s svojimi potomci poročila v rimsko plemstvo.
S smrtjo Kleopatre in Cesariona se je končala Ptolemajska dinastija in celoten faraonski Egipt. Aleksandrija je ostala glavno mesto države, vendar je Egipt postal rimska provinca

## Kultura
Ptolemaj I. je bil, morda po nasvetu Demetrija Faleruma, ustanovitelj Muzeja in knjižnice v  Aleksandriji. Muzej je bil raziskovalni center, ki ga je podpiral kralj. Bil je v kraljevski četrti mesta. Umetniki so bili nastanjeni v isti četrti in so jih financirali ptolenajski vladarji. Glavni knjižničar je služil tudi kot učitelj kronskega princa. V prvih sto in petdesetih letih obstoja sta knjižnica in raziskovalni center pritegnila vrhunske grške učenjake. To je bilo ključno akademsko, literarno in znanstveno središče.
Grška kultura je bila v Egiptu dolgo, a v manjši meri prisotna že dolgo pred Aleksandrom Velikim, ki je ustanovil mesto Aleksandrija. Začelo se je, ko so grški kolonisti, ki so jih spodbudili številni faraoni, ustanovili trgovinsko mesto Navkratis. Ko je Egipt prišel pod tujo dominacijo in nazadoval, so bili faraoni odvisni od Grkov kot plačancev in celo svetovalcev. Ko so Perzijci prevzeli Egipt, je Naucratis ostal pomembno grško pristanišče, prebivalstvo pa ga je uporabljalo kot najemnik obeh, egipčanskih princev in perzijskih kraljev, ki so jim kasneje podelili zemljiške subvencije in širili grško kulturo v dolino Nila. Ko je prispel Aleksander Veliki, je na mestu perzijske utrdbe Rakortis ustanovil Aleksandrijo. Po smrti Aleksandra je kontrola prešla v roke dinastije Lagidov (Ptolemajci); ti so zgradili grška mesta širom po deželi in podarili zemljišča v Egiptu borcem v mnogih vojaških spopadih. Helenistična civilizacija je še naprej uspevala, tudi po tem, ko je Rim po bitki pri Akciju zasedel Egipt in ni upadel do islamskih osvajanj.

### Umetnost
Ptolemajska umetnost je nastala med vladavino ptolemajskih vladarjev (304-30 pr. n. št.) in je bila osredotočena predvsem v mejah Ptolemajskega kraljestva . V tem obdobju ima umetnost svojo vitalnost: na začetku si umetniška dela obstajala ločeno v egipčanskem in helenističnem slogu, medtem ko so se kasneje začele značilnosti združevati. Nadaljevanje egiptovskega umetniškega sloga dokazuje zavezanost Ptolemajcev ohranjanju egipčanskih običajev. Ta strategija ni le pripomogla k legitimizaciji njihove vladavine, ampak je tudi umirila prebivalstvo. V tem času je bila ustvarjena tudi umetnost v grškem slogu in obstajala je večinoma vzporedno z bolj tradicionalno egipčansko umetnostjo, ki je ni večinoma mogla spremeniti, ne da bi spremenila njeno notranjo, primarno religijsko funkcijo .
Na primer, sistrum iz fajanse podpisano z imenom Ptolemaj ima nekaj goljufivih grških značilnosti, kot so drsniki na vrhu, vendar obstaja veliko primerov skoraj enakega sistruma in stebrov, ki so datirani vse od 18 dinastije do novega kraljestva. So v povsem egipčanskem  slogu. Poleg imena kralja, obstajajo še drugi predmeti, ki so natančno datirani v Ptolomajsko obdobje. Najbolj izrazita je barva fajanse. Jabolčno zelena, temno modra in sivkasto modra so tri najpogosteje uporabljene barve v tem obdobju, prehod od značilne modre v prejšnjih kraljestvih. Zdi se, da je ta sistrum vmesni odtenek, ki se ujema z datumom na začetku Ptolemajskega kraljestva.
V času vladavine Ptolemaja II. je bila Arsinoe II. prikazana bodisi kot samostojna boginja bodisi kot osebnost druge božanske figure in glede na lastna svetišča in praznovanja v povezavi z egipčanskimi in helenističnimi bogovi (kot so Izida iz Egipta in Hera iz Grčije ) . Na primer, glava, ki je pripisana Arsinoe II., je prikazana kot egipčanska boginjo. Vendar pa je marmorna glava ptolemajske kraljice Arsinoe II. označena kot Hera. Kovanci iz tega obdobja prav tako prikazujejo Arsinoe II. z diademom, ki ga nosijo samo boginje in božanske kraljeve žene .
Kipi Arsinoe II. so bili narejeni med okoli 150-100 pr. n. št., po njeni smrti, kot del njenega posebnega posmrtnega kulta, ki ga je začel njen mož Ptolemaj II. Ta figura ponazarja tudi spajanje grške in egiptovske umetnosti. Čeprav sta drža in boginjina korakajoča hoja izrazito egipčanska, sta rog izobilja, ki ga drži in njena pričeska grška. Zaokrožene oči, vidne ustnice in splošne mladostne značilnosti tudi kažejo grški vpliv. 
Kljub združitvi grških in egiptovskih elementov v vmesnem ptolemajskem obdobju je kraljestvo gradilo pomembne tempeljske zgradbe kot nadaljevanje razvoja na podlagi egipčanske umetnostne tradicije [29]. Takšno vedenje je razširilo socialni in politični kapital vladarjev in pokazalo njihovo zvestobo do egiptovskih božanstev na zadovoljstvo domačinov. Te gradnje so bile nadaljevanje razvoja tridesete dinastije. Templji so ostali celo novo kraljestvo in pozno egipčansko obdobje, čeprav so sredstva pogosto zagotavljale tuje sile. Templji so bili modeli kozmičnega sveta z osnovnimi načrti, ki so obdržali stebre, odprto dvorišče, hipostilno dvorano in temno in centralno locirano svetišče. Vendar so načini predstavitve besedila na stebrih in reliefih v času Ptolemajske dinastije postali formalni in togi. Prizorišča so bila pogosto uokvirjena s tekstovnimi napisi, pri čemer je bilo razmerje med besedilom in sliko večje kot v prejšnjem kraljestvu. Na primer, relief v templju Kom Ombo je ločen od drugih prizorov z dvema navpičnima stolpcema besedil. Figure v prizoru so gladke, zaokrožene in v visokem reliefu, slog se je nadaljeval v trideseti dinastiji. Relief predstavlja interakcijo med ptolemajskimi kralji in egiptovskimi božanstvi, ki so legitimirali njihovo vladavino v Egiptu .
Umetnost, ki je bila najdena tako zunaj Egipta kot v Ptolemajskem kraljestvu, je včasih uporabljala egiptovsko ikonografijo, kot je bila uporabljena prej, včasih pa tudi prilagojena. 
V ptolemajski umetnosti se nadaljuje idealizem v umetnosti prejšnjih dinastij, z nekaterimi spremembami. Ženske so predstavljene bolj mladostne, moški se začenjajo prikazovati v razponu od idealističnega do realističnega. Primer tega realističnega prikaza je berlinska Zelena glava, ki prikazuje neidealistične obrazne značilnosti z navpičnimi črtami nad mostom nosu, črtami na vogalih oči ter med nosom in usti.  Vpliv grške umetnosti se je pokazal s poudarkom na obrazu, ki v egiptovski umetnosti še ni bil prisoten in je vključeval grške elemente v egipčansko okolico: individualistične pričeske, ovalni obraz, "okrogle [in] globoko postavljene" oči in majhne, zaprte ustnice bližje nosu. V zgodnjih portretih Ptolemejcev so se pojavile velike in sijoče oči v povezavi z božanskostjo vladarjev in splošnimi pojmi izobilja. 

### Religija
Ko je Ptolemaj I. Soter postal kralj Egipta, je ustvaril novega boga Serapisa, ki je bil kombinacija dveh egipčanskih bogov: Apisa in Ozirisa ter glavnih grških bogov: Zevsa, Hada, Asklepija, Dioniza in Heliosa. Serapis je imel moč nad plodnostjo, soncem, koruzo, pogrebnimi obredi in medicino. Mnogi ljudje so začeli častiti tega boga. V času Ptolemajcev je kult Serapisa vključeval čaščenje nove linije faraonov. Aleksandrija je nadomestila Memfis kot najpomembnejše versko mesto. Ptolemaj I. je tudi promoviral kult božjega Aleksandra, ki je postal državni bog ptolemajskega kraljestva; sčasoma so se povezali s kultom kot bogovi.
Žena Ptolemaja II., Arsinoe II., je bila pogosto upodobljena v obliki grške boginje Afrodite, vendar je nosila krono spodnjega Egipta, z ovnovim rogom, nojevim perjem in drugimi tradicionalnimi egiptovskimi kraljevimi simboli in / ali simboli boga. Nosila je jabolko samo na  religioznem delu reliefa. Kleopatra VII., zadnja iz ptolemajske dinastije, je bila pogosto upodobljena z značilnostmi boginje Izide. Pogosto je imela na glavi bodisi majhen prestol ali bolj tradicionalno sončno ploščo med dvema rogovoma. 
Tradicionalna mizica za daritve je izginila iz reliefov. Moški bogovi niso bili več prikazani s strani in so jih naredili bolj človeške.
Stela, ki se pojavi v tem času, je cipi (nizek, okrogel ali pravokoten podstavek, ki so ga postavili Rimljani za vojaške namene, kot je mejnik ali mejna postaja. Napisi nekaterih cipijih v britanskem muzeju kažejo, da so jih občasno uporabili kot pogrebne spomenike), verski objekti se gradijo zaradi varstva posameznikov. Te čarobne stele so bile izdelane iz različnih materialov, kot so apnenec, skrilavec, peščenjak in povezane z zdravjem. Cipi je med ptolemajskim obdobjem predstavljal otroško obliko egiptovskega boga Hora (Horpakhered). Ta portret Hora se nanaša na mit, v katerem Hor zmaga nad nevarnimi živalmi v močvirju Kemis s čarobno močjo (znano tudi kot Akmim) . Tako so ljudje ohranili cipija za zaščito.

### Družba
Grki so v Egiptu oblikovali nove zgornje razrede, ki so nadomestili staro domačo aristokracijo. Uporabili so vero in tradicije, da bi povečali lastno moč in bogastvo. Čeprav so ustanovili uspešno gospodarstvo, okrepljeno z lepimi zgradbami in je avtohtono prebivalstvo imelo nekaj koristi, so bile pogoste vstaje. Ti izrazi nacionalizma so dosegli vrhunec v vladavini Ptolemaja IV. Filopatorja (221-205 pr. n. št.), ko so drugi pridobili nadzor nad enim okrožjem in vladali kot linija domačih "faraonov". Le devetnajst let kasneje jih je Ptolemaj V. Epifan (205-181 pr. n. št.) uspel podrediti, vendar so se težave nadaljevale tudi kasneje.
Družinski konflikti so vplivali na poznejša leta dinastije, ko se je Ptolemaj VIII. Everget II. boril s svojim bratom Ptolemajem VI. Filometorjem in na kratko prevzel prestol. Boj so nadaljevali njegova sestra in nečakinja (ki sta obe postali njegovi ženi), dokler nista leta 118 pr. n. št. izdal dekret o amnestiji.

### Kovani denar
Ptolemajski Egipt je bil znan po svoji bogati seriji kovancev v zlatu, srebru in bronu. Zlasti je bilo poudarjeno, da je to vprašanje velikih kovancev v vseh treh kovinah, predvsem zlate pentadrahme in oktadrahme ter srebrne tetradrahme, dekadrahme in pentakaidekadrahme. Ti so bili še posebej pomembni, saj so se do uvedbe zlatega groša leta 1486, te kovanci raznih velikosti (zlasti v srebru) kovali v znatnih količinah.

## Mesta
Ptolemajska dinastija je zgradila številna grška naselja po celotnem Egiptu, bodisi helenizirala novo osvojene ljudi ali okrepila območje. Egipt je imel le tri glavna grška mesta - Aleksandrijo, Naucratis in Ptolemais.

### Naucratis
Od treh grških mest je Naucratis, ko se je njegov trgovski pomen zmanjšal z ustanovitvijo Aleksandrije, na miren način nadaljeval svoje življenje kot grška mestna država. V intervalu med smrtjo Aleksandra in Ptolemajci je celo avtonomno izdal kovance. Številni grški učenjaki so bili državljani Naucratisa, kar dokazuje, da je področje grške kulture v Naucratisu ohranilo svoje tradicije. Ptolemaj II. je Naucratisu zaupal. Zgradil je veliko strukturo iz apnenca, dolgo približno 100 metrov in široko 18 metrov, da bi zapolnil poškodovan vhod v velik Temenos; okrepil je velik blok komore in ga ponovno postavil. Sir Flinders Petrie je napisal, da je bil velik Temenos identificiran kot Helenion. G. Edgar je poudaril, da je bila stavba egiptovski tempelj in ne grški objekt. Naucratis je zato, kljub splošnemu heleničnemu značaju, imel egipčanski element. Da je mesto cvetelo v ptolemajskem obdobju »lahko vidimo iz količine uvoženih amfor, od katerih so bili ročaji označeni na Rodosu in drugje.« Zeno papirusi kažejo, da je bilo to glavno pristanišče za plovbo v notranjost ali iz Memfisa v Aleksandrijo, pa tudi postanek na kopnem iz Peluzija v prestolnico. V upravnem sistemu je bil Saïte noma.

### Aleksandrija
Veliko mediteransko pristanišče v Egiptu, v starodavnih časih in še danes, je bila Aleksandrija ustanovljena leta 331 pr. n. št.. Po mnenju [[Plutarh[[a so Aleksandrijanci verjeli, da je motiv Aleksandra Velikega za graditev mesta želja, da bi »našel veliko mesto z grškimi prebivalci, ki mora nositi njegovo ime«. Mesto je bilo oddaljeno 30 kilometrov zahodno od najbolj zahodnega ustja Nila. Mesto je bilo imuno na odlaganje mulja, ki se vztrajno zasipalo pristanišča vzdolž reke. Aleksandrija je postala glavno mesto heleniziranega Egipta kralja Ptolemaja I.. V času bogate dinastije Ptolemajcev je mesto kmalu preseglo Atene kot kulturno središče helenskega sveta.
Aleksandrija je zasedla del zemlje med morjem na severu in jezerom Mareotis na jugu; več kot tri četrtine milje dolga se je razprostirala na severu do zaščitnega otoka Faros in tako oblikovala dvojno pristanišče, vzhodno in zahodno. Na vzhodu je bilo glavno pristanišče, imenovano Veliko pristanišče z glavnimi mestnimi zgradbami, vključno s kraljevo palačo in znano knjižnico in muzejem. Pri velikem pristaniškem ustju, ob izstopu iz Farosa, je stal svetilnik, zgrajen c. 280 pr. n. št. Danes ne obstaja več, a je bil ocenjen kot eno od sedmih čudes starega sveta zaradi neprekosljive višine (morda 140 metrov); to je bil kvadratni, fenestrirani stolp, ki je imel na vrhu kovinsko košaro in kip Zevsa Odrešenika.
Knjižnica, ki je bila takrat največja na svetu, je vsebovala več sto tisoč enot, v njej pa so se zaposlili učenjaki in pesniki. Podoben znanstveni kompleks je bil Muzej (Mouseion, 'dvorana Muz'). V Aleksandrijskem kratkem literarnem zlatem obdobju, c. 280-240 pr. n. št., je knjižnica  subvencionirala tri pesnike: Kalimaha, Apolonija z Rodosa in Teokrita, katerih delo zdaj predstavlja najboljše od helenistične literature. Med drugimi misleci, ki so bili povezani s knjižnico in drugi pokrovitelji, so bili matematik Evklid (približno 300 pr. n. št.), izumitelj Arhimed (287 pr. n. št. do. 212 pr. n. št.) in polihistor Eratosten (225 pr. n. št.).
Kozmopolitska in cvetoča Aleksandrija je imela raznoliko prebivalstvo Grkov, Egipčanov in drugih orientalskih ljudstev, vključno s precejšnjo manjšino Judov, ki so imeli svojo četrt. Med Judi in etničnimi Grki so se zgodili periodični konflikti. Po mnenju Strabona so v času življenja Polibija v Aleksandriji živeli lokalni Egipčani, tuji plačanci in plemena Aleksandrijcev, katerih poreklo in navade je bil Polibij opredelil kot Grke.
Mesto je pod Ptolemajci uživalo mirno politično zgodovino. S preostalim Egiptom je prešlo v rimske roke leta 30. pr. n. št. in postalo drugo mesto rimskega cesarstva.

### Ptolemais
Drugo grško mesto, ki je bilo ustanovljeno po osvajanju Egipta, je bil Ptolemais, (640 km gorvodno ob Nilu, kjer je bila domača vas Psoï, ki se je imenovala po starodavnem egipčanskem mestu Thinis. Če bi Aleksandrija ohranila ime in kult velikega Aleksandra, je Ptolemais ohranil ime in kult ustanovitelja ptolemajskega obdobja. Obkroženo z neplodno gričevnato dolino Nila in egipčanskim nebom, je nastalo grško mesto s svojimi javnimi stavbami, templji in gledališčem, ki nedvomno kažejo arhitekturne oblike, povezane z grško kulturo, z grškimi državljani in institucije grškega mesta. Če obstajajo dvomi ali je Aleksandrija imela svet in skupščino, v Ptolemaisu ni bilo ničesar. Kralji so mogoče dovolili ukrep samouprave ljudem, ki so bili odstranjeni na tej razdalji od običajnega prebivališča dvora. Še vedno so na kamnu narejeni dekreti, ki so bili sprejeti v skupščini ljudi, ki so bili oblikovani v rednih oblikah grške politične tradicije.